# Semiopera
Semiopera (av engelskans semi-opera, "halvopera") är en engelsk operagenre under 1600-talet med talad dialog samt vis- och dansinlagor. Semioperans främsta företrädare var Henry Purcell med verken King Arthur och The Fairy-Queen.
Semioperans uppfinnare var Thomas Betterton, som var skådespelare och direktör för Duke's Theatre i Dorset Garden i London. Han hade i Frankrike stiftat bekantskap med Jean-Baptiste Lullys operor och ville skapa en engelsk motsvarighet. Han lät rusta upp teatern i Dorset Garden för att motsvara kraven på ett operahus och skapade därmed förutsättningarna för scenproduktioner som skulle kunna beskrivas som ett slags Restaurationskomedi: spektakulärt iscensatta skådespel med stort upplagda musikscener, som hade karaktär av maskspel och som endast innehöll episodroller, oftast övernaturliga väsen samt dessas tillbedjare och tjänare. Den egentliga handlingen berättades som talad dialog, men musikscenerna blev avgörande för genrens framgång.